# David Greene (atlet)
David »Dai« Greene, valižanski atlet, * 11. april 1986, Llanelli, Carmarthenshire, Wales.
Greenova paradna disciplina je tek na 400 m z ovirami, v kateri z osebnim rekordom 47.84 velja za drugega najhitrejšega Valižana/Britanca vseh časov, takoj za nosilcem državnega rekorda, Krissom Akabusijem. Na mednarodnih tekmovanjih zastopa barve Walesa in Združenega kraljestva.

## Kariera
Greene se je rodil v Llanelliju. Svoje prve atletske uspehe je požel kot mladinec leta 2005, tedaj je z osebnim rekordom 51.14 osvojil srebro na Evropskem mladinskem prvenstvu. Naslednje leto je že nastopil na svojem prvem članskem tekmovanju, Evropskem prvenstvu v Göteborgu, Švedska. Tam je v kvalifikacijah odtekel čas 50.66, kar pa ni bilo dovolj za preboj v finale. V polfinalu je namreč zasedel skupno 11. mesto. Uspehi na mladinskih tekmovanjih so se še naprej nadaljevali, saj je leta 2007 na Evropskem prvenstvu do 23 let zasedel 1. mesto. Zlato kolajno si je priboril s časom 49.58, šele v fotofinišu je prehitel drugouvrščenega, Francoza Fadila Bellaaboussa. Z zlato kolajno se je na najboljši možen način vrnil na atletske steze, saj je na prvenstvu nastopil prvič po šesttedenski odsotnosti zaradi poškodbe gležnja.
V sezoni na prostem 2009 je Greene prvič opozoril nase tudi v članskih vrstah. Junija je namreč postavil nov osebni rekord 48.62 in slavil na Memorialu Josefa Odlozila v Pragi, Češka. S tem je korenito popravil svoj predhodni najhitrejši čas iz leta 2008, ki je znašal 49.58. Z izidom 48.62 se je tudi prvič v karieri zavihtel v sam evropski atletski vrh.
Dobre predstave so Greenu omogočile nastop na Svetovnem prvenstvu 2009 v Berlinu. V nemški prestolnici se je najprej z za kvalifikacije odličnim časom 48.76 zanesljivo prebil v polfinale. Zatem je odlično nastopil še v polfinalu, saj je postavil nov osebni rekord 48.27 in si z drugim časom svoje polfinalne skupine (prehitel ga je edino Američan Bershawn Jackson) pritekel nastop v velikem finalu. Tam je nato tekel slabše kot v polfinalu (48.68) in naposled zasedel 7. mesto. Prvenstva se je udeležil še kot član britanske štafete 4x400 m in z njo osvojil srebro, četudi je tekel zgolj v polfinalu - v finalu je njegovo mesto zasedel Michael Bingham.
31. julija 2010 je Greene napravil velik korak naprej, saj si je s časom 48.12 priboril zlato medaljo na Evropskem prvenstvu 2010 v Barceloni. Sredi katalonske prestolnice je prikazal nekaj zelo prepričljivih predstav, saj je slavil tako v svoji predtekmovalni kot polfinalni skupini, dominanco je nato potrdil še v finalu. Drugouvrščenega, rojaka Rhysa Williamsa, je namreč prehitel za več kot pol sekunde. Greene je v začetku septembra 2010 odlično sezono kronal z zmago na Kontinentalnem pokalu v Splitu, Hrvaška, temu je nato 10. oktobra 2010 dodal še slavje na Igrah Commonwealtha v Delhiju, Indija.

## Osebni rekordi
| Disciplina  | Dosežek | Prizorišče          | Datum          |
| ----------- | ------- | ------------------- | -------------- |
| 400 m       | 45,82   | Birmingham, Anglija | 31. julij 2011 |
| 400 m ovire | 47,84   | Pariz, Francija     | 6. julij 2012  |